# Schefflera kerchoveiana
Schefflera kerchoveiana är en araliaväxtart som först beskrevs av Veitch och W. Richards, och fick sitt nu gällande namn av David Gamman Frodin och Porter Prescott Lowry. Schefflera kerchoveiana ingår i släktet Schefflera och familjen araliaväxter.
Artens utbredningsområde är Vanuatu. Inga underarter finns listade.